# Catopuma temminckii
Il gatto di Temminck (Catopuma temminckii Vigors e Horsfield, 1827) o gatto dorato asiatico è un felino di taglia media del genere Catopuma. Il suo manto è generalmente uniforme e di colore rosso, ma esistono numerose variazioni, tra cui esemplari melanici, maculati come l'ocelotto o di colore grigio; un disegno facciale costituito da bande bianche permette di riconoscere facilmente un esemplare dall'altro.
Abitante riservato delle foreste del Sud-est asiatico, il suo comportamento in natura non è ben noto a causa del limitato numero di studi scientifici effettuati su di esso. Vittima della deforestazione e del bracconaggio per la sua pelliccia o le sue ossa, il numero di esemplari allo stato selvatico è considerato in diminuzione. La specie è classificata come «prossima alla minaccia» dall'Unione internazionale per la conservazione della natura (IUCN). Alcune decine di gatti di Temminck vengono ospitate in cattività.
Chiamato così in onore dello zoologo olandese Coenraad Jacob Temminck, che descrisse il gatto dorato africano, il gatto di Temminck è oggetto di miti e leggende presso le popolazioni autoctone.

## Descrizione

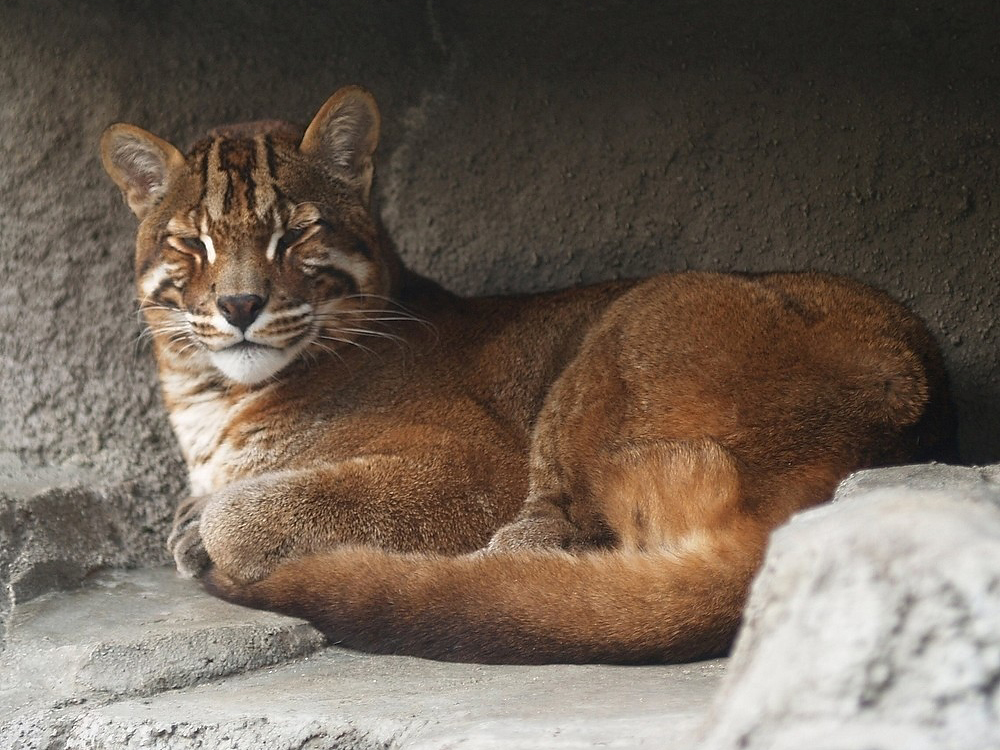
Il gatto di Temminck è riconoscibile per i suoi disegni facciali. È l’unico felino dal manto uniforme nella sua area di diffusione.

### Dimensioni
Il gatto di Temminck è un felino di taglia media, del peso di 9–16 kg, da due a tre volte il peso di un gatto domestico. I maschi sono più grandi delle femmine. La coda rappresenta da un terzo alla metà della lunghezza totale. La lunghezza dalla punta del naso alla base della coda è di 75–105 cm; la lunghezza della coda è di 48–56 cm. L'altezza al garrese è di circa 56 cm.
Il gatto di Temminck ha solo 28 denti invece dei soliti 30 tipici dei felini.

### Manto
Un caratteristico disegno facciale permette facilmente di riconoscere un esemplare dall'altro: gli occhi sono cerchiati di bianco, una banda bianca contornata di nero attraversa ogni guancia e una banda chiara anch'essa contornata di nero parte verticalmente dal bordo interno dell'occhio e attraversa la fronte. Le piccole orecchie rotonde sono nere sul retro e contrassegnate da un punto grigio.
Il manto è generalmente uniforme e di colore variabile dal rosso al bruno dorato, da cui la denominazione di «gatto dorato asiatico». Esiste tuttavia una grande variabilità cromatica all'interno della specie: alcuni individui possono essere di colore grigio, piuttosto che rosso, ed esistono delle segnalazioni di esemplari, nella parte settentrionale dell'area di diffusione, che possiedono delle macchie piene, come quelle del gatto leopardo (Prionailurus bengalensis) o degli ocelli, in Cina. Esiste anche una forma melanica. Il ventre, le parti interne degli arti, così come il collo e il mento, sono di colore più chiaro. L'ultimo terzo della coda del gatto di Temminck è di colore più scuro ed è caratterizzato da una banda bianca sulla parte ventrale.

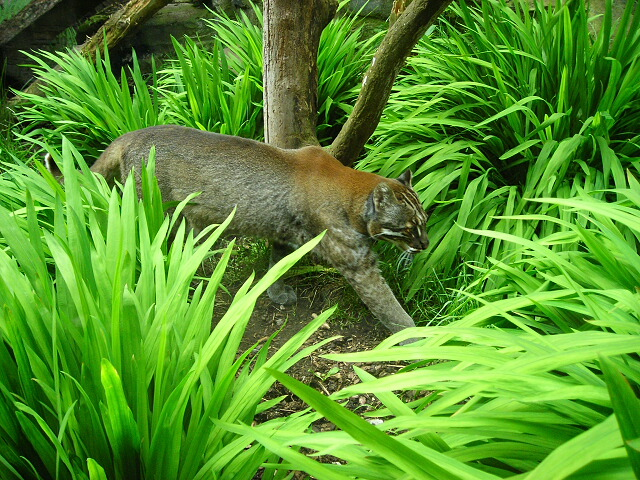
Un gatto di Temminck dal manto grigio allo zoo di Edimburgo.
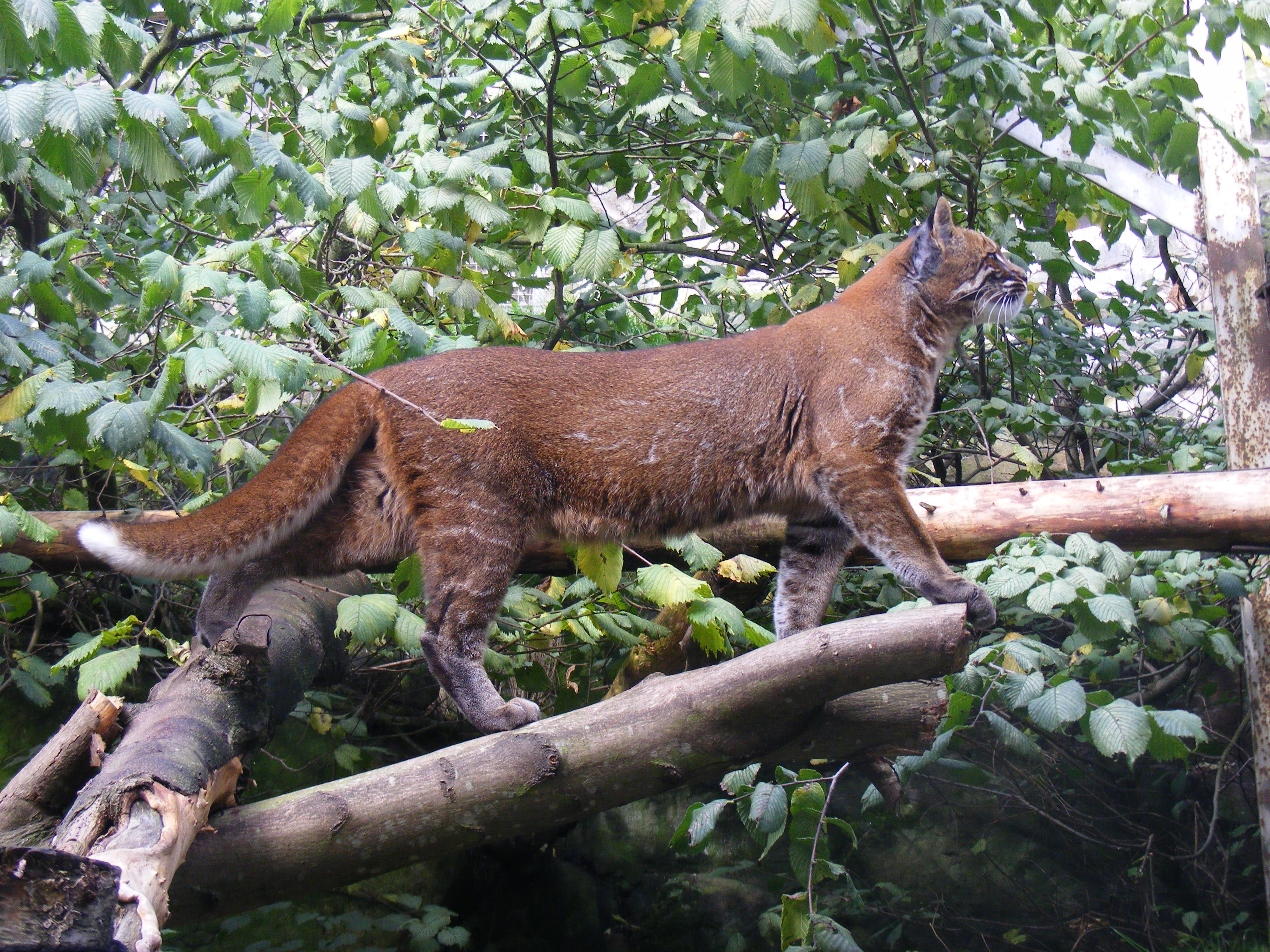
Un gatto di Temminck dal manto rosso allo zoo di Edimburgo.
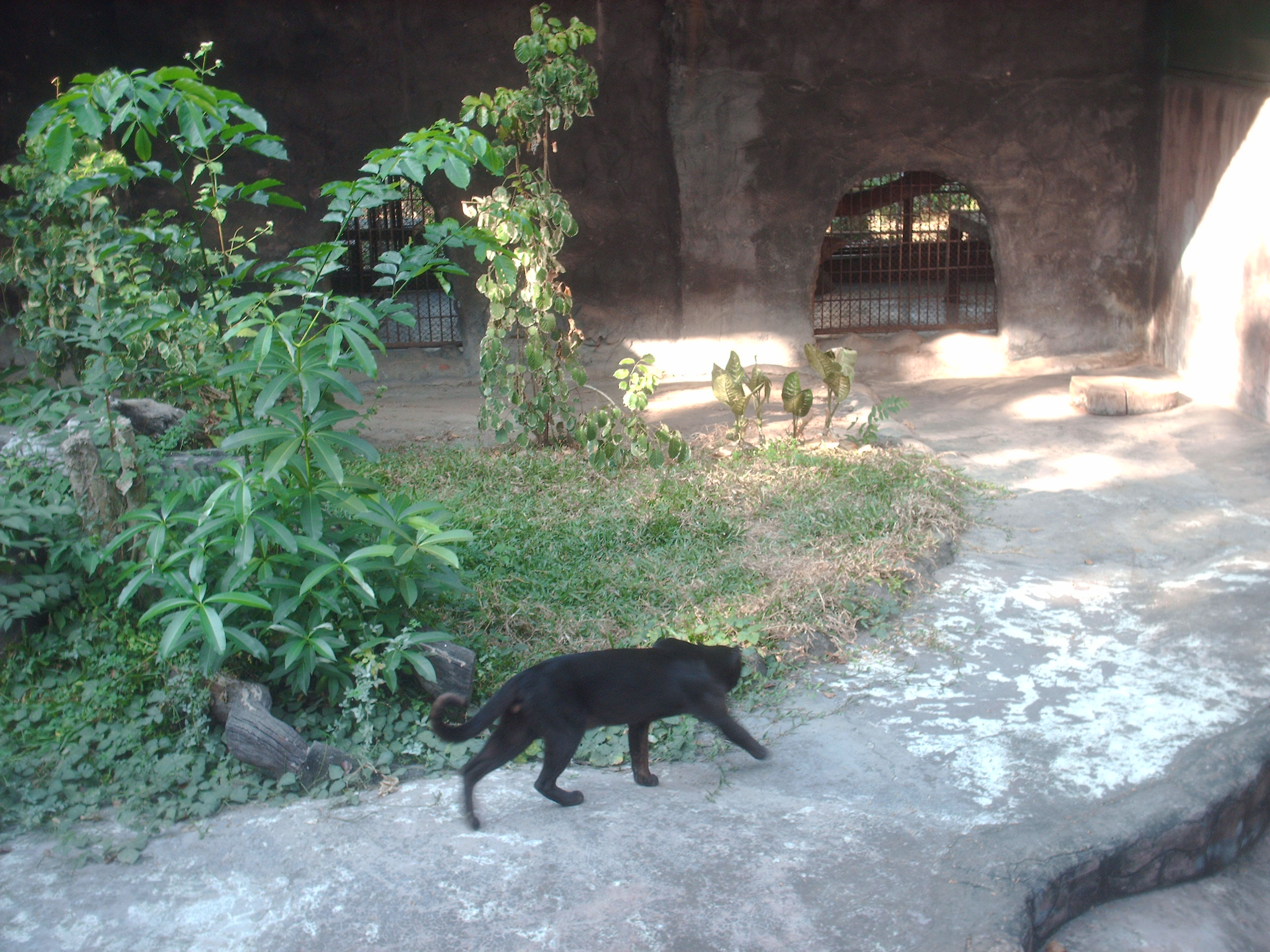
Una forma melanica allo zoo di Tulhakon.

### Confusione con altri felini
Il gatto di Temminck è facilmente riconoscibile all'interno della sua area di distribuzione, poiché è l'unico felino dal manto uniforme. Il gatto baio (Catopuma badia) gli somiglia molto, ma si trova unicamente sull'isola del Borneo, dove il gatto di Temminck non è presente. Il suo aspetto è anche molto simile a quello del gatto dorato africano (Caracal aurata), che, come indica il nome, si trova solamente nel continente africano.

## Evoluzione
L'aspetto del gatto di Temminck è molto simile a quello del gatto baio (Catopuma badia), specie endemica dell'isola del Borneo. Inoltre, degli studi condotti sui crani delle due specie, così come i confronti genetici, hanno dimostrato che sono parenti molto stretti. L'area di distribuzione del gatto di Temminck comprende l'isola di Sumatra, separatasi dal Borneo tra i 10.000 e i 15.000 anni fa. Queste diverse osservazioni hanno portato a ipotizzare che il gatto baio fosse una sottospecie insulare del gatto di Temminck.
Tuttavia, degli studi condotti nel 2007 hanno dimostrato che i felini si sono diversificati seguendo otto linee evolutive diverse. Quella che avrebbe condotto alle tre specie dei generi Pardofelis e Catopuma è la seconda a essersi differenziata, circa 9,4 milioni di anni fa. Il gatto di Temminck e il gatto baio si sono separati circa quattro milioni di anni fa, ben prima che si separassero le isole della Sonda: i due felini formano quindi due specie differenti. Questi due gatti erano già considerati in passato gli unici rappresentanti del genere Catopuma, ma nel 2008 furono inseriti nel genere Pardofelis assieme al gatto marmorizzato (Pardofelis marmorata), per essere poi riclassificati in Catopuma sulla base di alcune differenze nella morfologia del cranio; inoltre, P. marmorata presenta un'articolazione dell'anca flessibile e una coda allungata come adattamenti a uno stile di vita arboricolo. Il Sistema d’informazione tassonomico integrato (ITIS) e il database dell'NCBI, invece, hanno sempre continuato a classificarli nel genere Catopuma.
Allo stesso modo, l'estrema somiglianza tra il gatto di Temminck e il gatto dorato africano (Caracal aurata) potrebbe essere dovuta a un singolo antenato comune. Tuttavia, le foreste dell'Africa e dell'Asia non sono più collegate da venti milioni di anni: si tratterebbe quindi più di una convergenza evolutiva che di una parentela vera e propria.
Albero filogenetico dei generi Pardofelis e Catopuma
|  | Pardofelis marmorata - Gatto marmorizzato                                                               |
|  | |
|  | \| \| Catopuma temminckii - Gatto di Temminck \| \| \| \| \| \| Catopuma badia - Gatto baio \| \| \| \| |
|  | |
|  | Catopuma temminckii - Gatto di Temminck                                                                 |
|  | |
|  | Catopuma badia - Gatto baio                                                                             |
|  | |

|  | Catopuma temminckii - Gatto di Temminck |
|  |                                         |
|  | Catopuma badia - Gatto baio             |
|  |                                         |

Secondo Mammal Species of the World, esistono tre sottospecie di gatto di Temminck:
- C. t. temminckii Vigors e Horsfield, 1827, presente sull'isola di Sumatra[15];
- C. t. dominicanorum Sclater, 1898;
- C. t. tristis Milne-Edwards, 1872, la cui area di distribuzione va dal Sichuan al Tibet e al quale appartengono gli esemplari di gatto di Temminck dal manto ocellato[3].

## Biologia

### Alimentazione

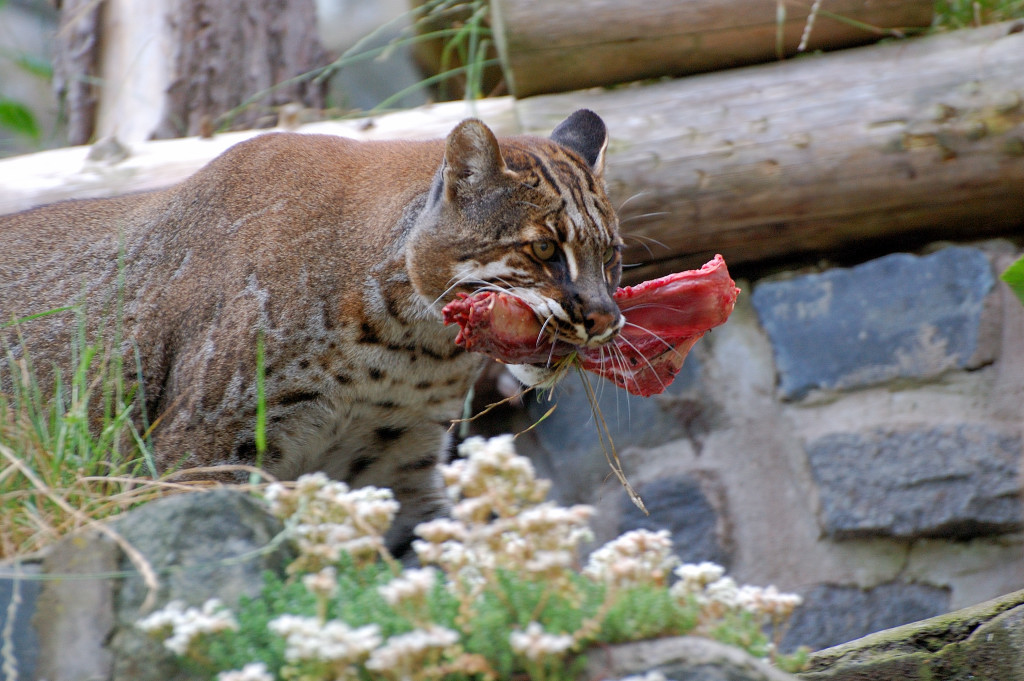
Il gatto di Temminck attacca piccoli ungulati e uccelli.

Il gatto di Temminck caccia di preferenza al suolo, anche se è in grado di arrampicarsi sugli alberi quando ne ha bisogno. Questo predatore crepuscolare attacca piccoli ungulati quali muntjak o giovani sambar, uccelli, grandi roditori e rettili. Tuttavia, è abbastanza forte per poter affrontare prede più grandi di lui come i vitelli di bufalo domestico e può attaccare bestiame di piccola taglia. In Thailandia, secondo uno studio condotto sugli escrementi dei felini di media taglia, tra cui il leopardo nebuloso, il gatto di Temminck può attaccare muntjak indiani (Muntiacus vaginalis), scimmie del genere Trachypithecus, piccoli kanchil di Giava (Tragulus javanicus), aterure macrure (Atherurus macrourus), scoiattoli terrestri (Menetes berdmorei) e piccoli roditori della famiglia Muridae: più di frequente, sono essenzialmente piccoli mammiferi (meno di 2,5 kg) e soprattutto Muridae a costituire il «pasto» di questo felino. In cattività, il gatto di Temminck uccide le sue prede con un morso alla nuca e spenna gli uccelli prima di mangiarli.
Due esemplari studiati in Thailandia, un maschio e una femmina, occupavano rispettivamente un territorio di 47,7 e 32,60 km². Il territorio del maschio ricopriva quello della femmina e si ingrandiva di oltre il 15% durante la stagione delle piogge. Ogni giorno il gatto di Temminck percorre in media 1,6 km, e i maschi si spostano più delle femmine. L'attività di questo felino è più intensa in luglio che in marzo. Nel corso di una giornata, il gatto di Temminck è più attivo all'alba e al crepuscolo ed è più inattivo durante le tarde ore della notte.

### Comunicazione
Le vocalizzazioni sono costituite essenzialmente da un «maaa» lungo e pulsante, ripetuto in una serie da otto a dieci richiami intervallati da circa due secondi di pausa. Il primo richiamo è generalmente il meno potente e la sequenza può essere ripetuta più volte nel corso della giornata, a intervalli regolari. Durante il calore, accade anche che la femmina utilizzi questo richiamo senza le solite ripetizioni descritte precedentemente. Il gatto di Temminck può anche emettere un «wa-wa» durante le comunicazioni ravvicinate, cinguettii, soffi e fusa.

### Ciclo vitale
Il gatto di Temminck raggiunge la maturità sessuale tra i 18 e i 24 mesi nelle femmine e a 24 mesi nei maschi. Il ciclo della femmina dura 39 giorni con un estro di 6 giorni; in caso di perdita della prole, la femmina è in grado di avere un nuovo ciclo estrale quattro mesi dopo. Durante l'estro, la femmina aumenta le marcature olfattive e cerca il contatto con il maschio adottando delle posture ricettive e sfregandosi contro di lui. Esso aumenta anche lui la frequenza delle marcature e la segue. Durante l'atto sessuale, il maschio afferra la pelle del collo della femmina tra i denti. Dopo 78-80 giorni di gestazione, la femmina partorisce da uno a tre piccoli in un albero cavo, un buco tra le rocce o un qualsiasi altro luogo riparato. Le nascite hanno luogo in febbraio e di solito viene dato alla luce un unico piccolo.
I piccoli, che pesano circa 250 grammi, hanno un mantello identico a quello dei genitori, ma più lungo e spesso. L'apertura degli occhi ha luogo verso nove giorni e i primi passi a due settimane. Essi acquistano rapidamente peso e raggiungono i 500 grammi a tre settimane e gli 1,3 kg a nove settimane e mezzo; lo svezzamento avviene a sei mesi. Il ruolo del padre è incerto: a volte uccide i gattini, ma è stato segnalato un caso di partecipazione attiva all'allevamento. Quello che è stato descritto è il comportamento della specie in cattività, poiché non sappiamo quasi nulla delle sue abitudini allo stato selvaggio. Delle immagini scattate dalla stessa trappola fotografica hanno mostrato il comportamento in natura di una coppia di gatti di Temminck in Laos nel 2003. La longevità in cattività è di venti anni.

## Distribuzione e habitat

Area di distribuzione del gatto di Temminck.

Il gatto di Temminck vive essenzialmente nelle foreste e si adatta tanto alla foresta tropicale umida che alla foresta tropofila. Si può incontrare occasionalmente nelle pianure rocciose. È stato avvistato fino a 3000 metri di altitudine.
Questo gatto vive in tutto il Sud-est asiatico ed è presente nei seguenti paesi: Bangladesh, Bhutan, Cambogia, Cina, India, Indonesia (isola di Sumatra), Laos, Malaysia, Myanmar, Nepal, Thailandia e Vietnam.

## Conservazione

### Minacce e protezione
Le principali minacce che gravano su questo felino sono la distruzione e la perturbazione del suo habitat dovute alla deforestazione e all'agricoltura itinerante. Inoltre, subisce il contraccolpo della diminuzione del numero di ungulati nel Sud-est asiatico. È anche minacciato dal bracconaggio, poiché, in primo luogo, le sue ossa vengono utilizzate dalla medicina tradizionale cinese come un surrogato di quelle della tigre, ma anche per la sua pelliccia, il cui colore unico è molto apprezzato. È inoltre cacciato e avvelenato poiché può attaccare bestiame di piccola taglia come pollame, pecore e capre e può cadere per errore in trappole destinate ad altri animali.
Il gatto di Temminck figura sulla lista delle specie «prossime alla minaccia» (NT) della IUCN dal 2008 ed era precedentemente considerato come «vulnerabile». Esso rientra nel criterio C della IUCN, in quanto le sue popolazioni sono considerate relativamente deboli e frammentate. Il gatto di Temminck è classificato come una specie dell'Appendice I della CITES: il commercio di parti del suo corpo o dell'animale è vietato. La sua caccia è regolamentata in Laos e vietata in Bangladesh, Cambogia, Cina, India, Indonesia, penisola malese, Myanmar, Nepal, Thailandia e Vietnam. In Bhutan, il gatto di Temminck è protetto unicamente all'interno delle aree protette.

### Popolazione

#### Presenza in natura
Nel corso del XX secolo, le popolazioni del gatto di Temminck sono probabilmente diminuite, anche se è difficile valutare il numero di esemplari di un felino così riservato. Considerato numeroso in Vietnam fino agli anni ’70, il commercio di pelli ha favorito fortemente la sua scomparsa e attualmente è considerato raro nel paese, così come in Thailandia. Le sue popolazioni sono diminuite in India e in Indonesia. La situazione in Cina è sconosciuta, ma numerose province praticano il commercio di pelli e ossa di gatto di Temminck. Nella provincia del Jiangxi, uno studio ha stimato che le popolazioni di questo felino siano diminuite di un terzo tra la metà degli anni cinquanta e l'inizio degli anni ottanta. Il gatto di Temminck era considerato raro nella penisola malese fino a quando degli studi condotti con l'aiuto di trappole fotografiche non hanno dimostrato il contrario. Uno studio condotto lungo la frontiera tra Laos e Vietnam ha mostrato che il gatto di Temminck è la più comune tra le specie di piccoli carnivori (mustelidi, viverridi e felidi) all'interno dell'area studiata. La presenza del gatto di Temminck è stata finora accertata nelle seguenti aree protette: in Cina nella riserva naturale di Wolong; in India nel parco nazionale reale di Manas, nel parco nazionale di Balphakram e nel parco nazionale di Namdapha; in Indonesia (Sumatra) nel parco nazionale di Way Kambas e nel parco nazionale di Gunung Leuser; in Malesia nella riserva faunistica di Krau e nella riserva forestale di Jerangau; in Thailandia nel santuario faunistico di Huay Kha Khaeng e nel santuario faunistico di Phu Khieo; in Vietnam nel parco nazionale di Ba Be, nel parco nazionale di Cuc Phuong, nel parco nazionale di Nam Bai Cat Tien e nel parco nazionale di Yok Don.

#### Presenza in cattività

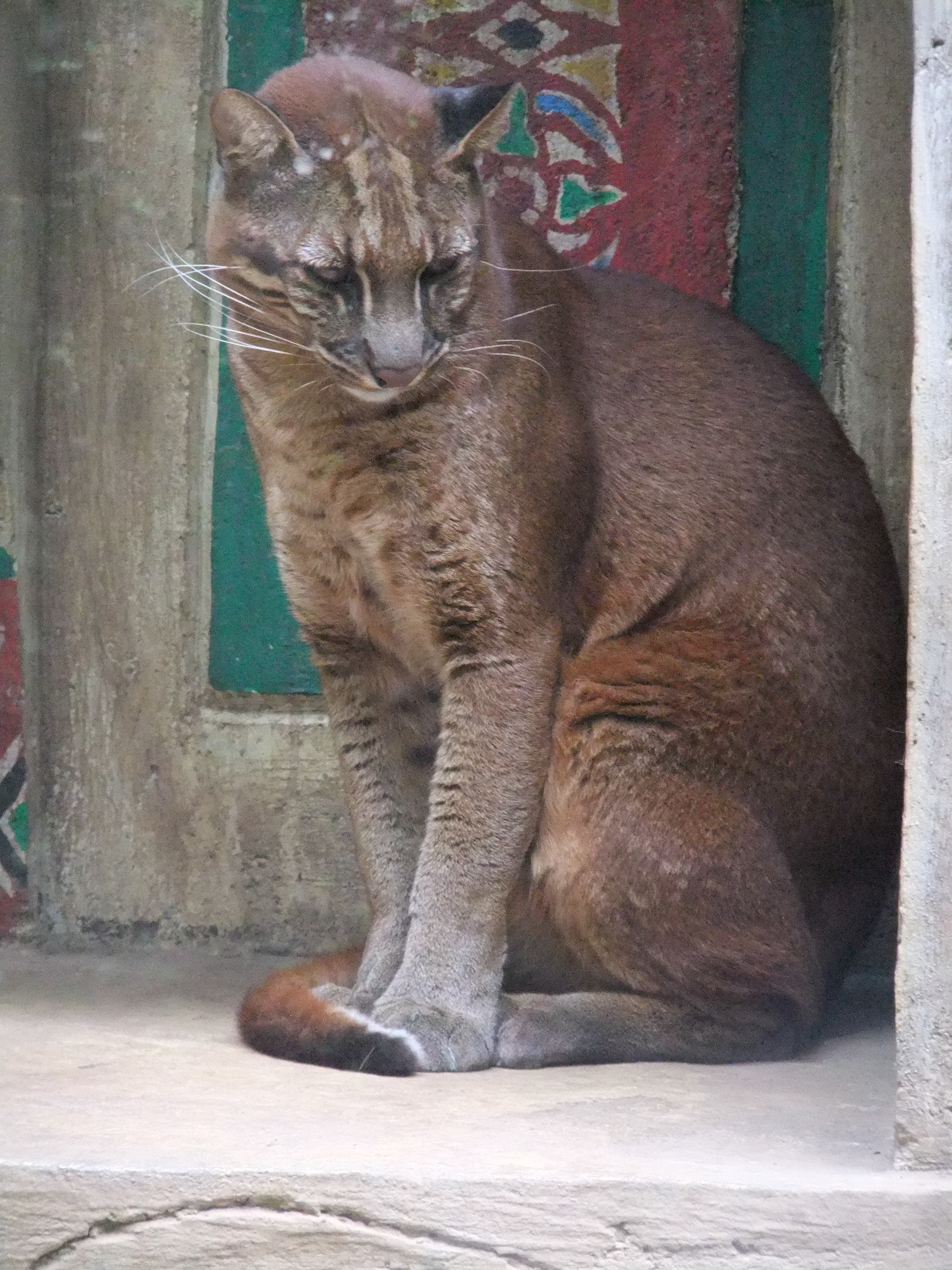
Gatto di Temminck nel Taman Safari Park in Indonesia.

Il gatto di Temminck è molto raro in cattività; beneficia tuttavia di un programma europeo di allevamento in cattività (EEP) volto ad aumentare in maniera sostenibile le popolazioni ospitate negli zoo. Il gatto di Temminck è considerato una specie che si riproduce molto male. Delle nascite regolari hanno avuto luogo nel parco zoologico nazionale di Washington e nello zoo di Wassenaar.
Nel 1989, 24 esemplari erano ospitati in sette parchi zoologici iscritti sull'International Species Information System (ISIS). Nel 1994, questo felino era presente nei seguenti zoo: in Europa negli zoo di Berlino, di Dresda, di Heidelberg, di Münster, di Wuppertal, di Port Lympne, di Agrate e di Wassenaar; in Australia negli zoo di Melbourne e di Sydney; in Asia negli zoo di Shanghai, di Gauhati, di Osaka, di Kuala Lumpur (zoo Negara), di Singapore, di Dusit, di Chonburi, di Chiang Mai e di Hanoi; in America nello zoo di Omaha. Nel novembre 2009, il database dell'ISIS elencava 47 esemplari di gatto di Temminck: in Canada nel Mountain View Conservation and Breeding Centre; in Asia negli zoo di Hanoi, di Osaka, di Singapore, di Songkhla, di Chonburi e di Kuala Lumpur (zoo Negara); in Europa negli zoo di Belfast, di Edimburgo, di Heidelberg, di Münster, di Wuppertal, di Thrigby Hall, nel Parc des Félins in Francia e nello zoo di Rotterdam; in Nuova Zelanda negli zoo di Auckland e di Wellington. Come si può vedere, gli esemplari sono più numerosi in Asia e in Europa. Il gatto di Temminck è quasi assente negli zoo dell'America del Nord e i rari esemplari ivi ospitati non possono più costituire una base valida per la conservazione della specie (esemplari anziani, impoveriti geneticamente, ecc.).

## Rapporti con l'uomo

### Denominazione

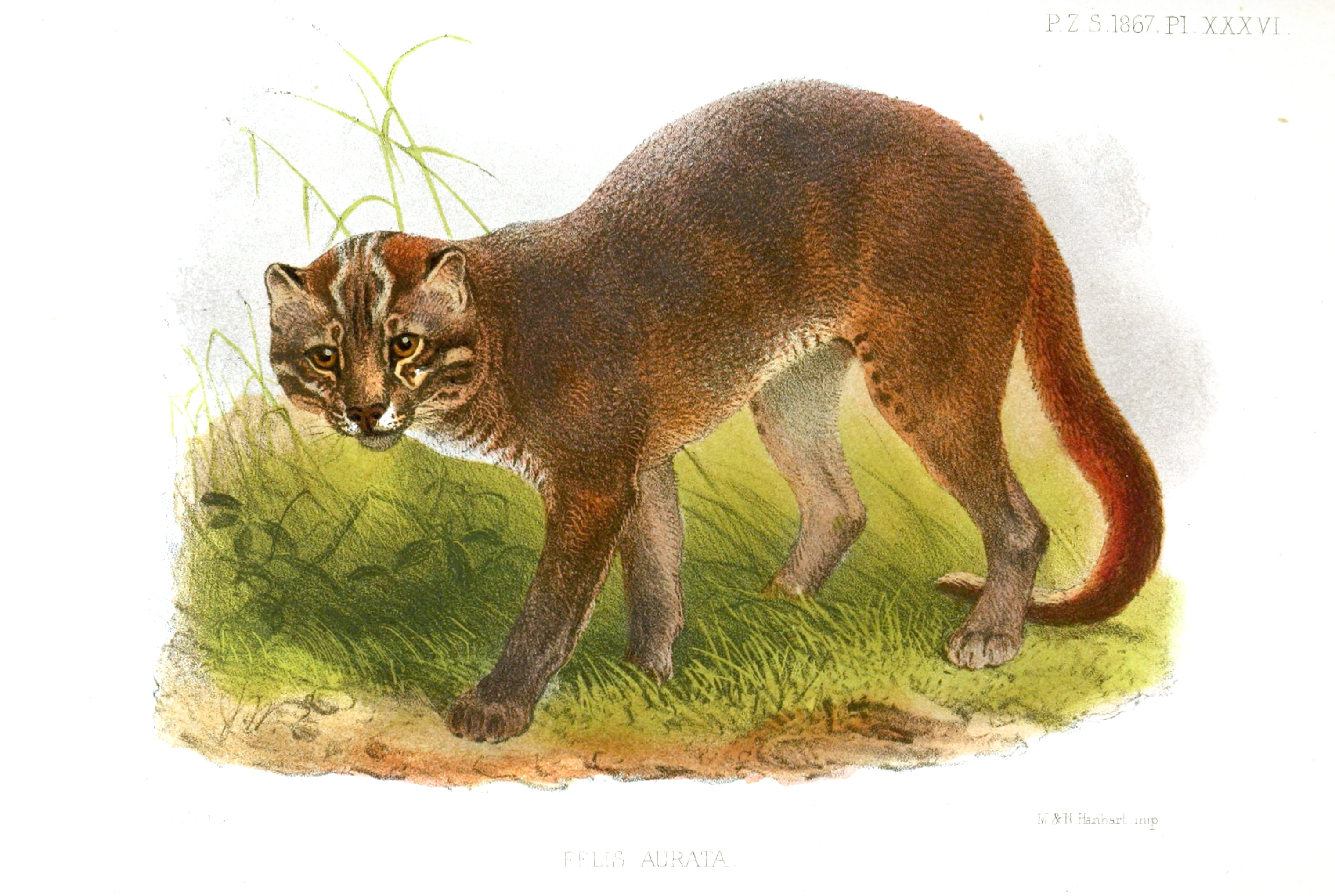
Stampa del XIX secolo con un gatto di Temminck erroneamente identificato come un gatto dorato africano.

Il gatto di Temminck è chiamato così in onore di Coenraad Jacob Temminck, lo zoologo olandese che descrisse per la prima volta il gatto dorato africano (Caracal aurata). Allo stesso scienziato sono dedicate numerose altre specie, come il gambecchio di Temminck (Calidris temminckii) o il pangolino di Temminck (Manis temminckii). Il sinonimo gatto dorato asiatico è dovuto alla grande somiglianza con il gatto dorato africano.
In Cina, è noto come «leopardo giallo», mentre in Thailandia è la «tigre di fuoco».
Anche il suo nome scientifico ha subito numerose variazioni a seguito dei cambiamenti apportati in tassonomia, e ne esistono numerosi sinonimi: Felis temminckii, Profelis temminckii e Pardofelis temminckii sono i più comuni.

### Leggende

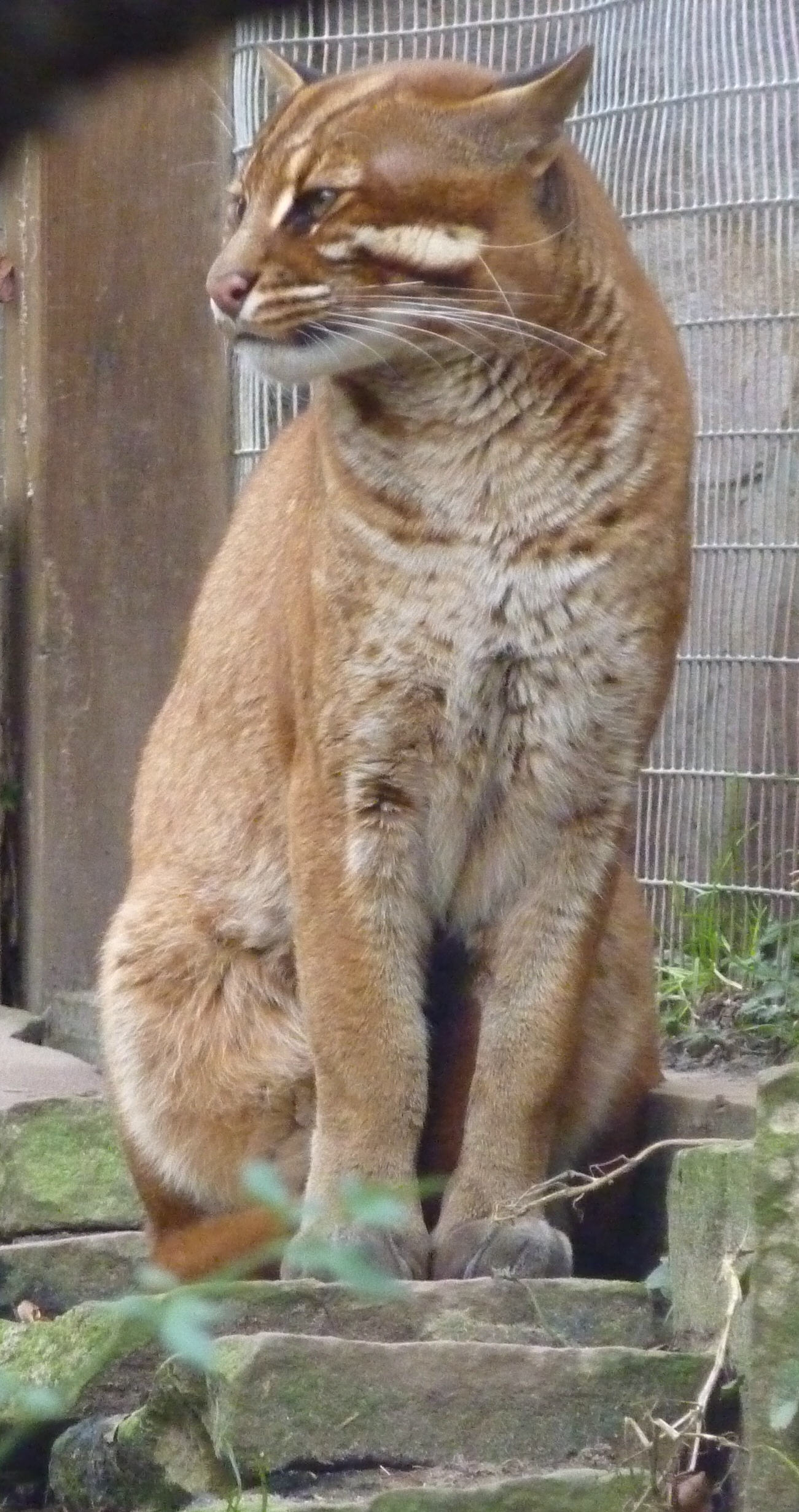
Il colore dorato ha fatto del gatto di Temminck il protagonista di numerose leggende.

Il gatto di Temminck è oggetto di numerose leggende che sarebbero dovute, secondo Peter Jackson, al suo colore dorato. In Thailandia, è considerato un animale che permette di proteggersi dalla tigre: bruciare un pelo o una pelle di gatto di Temminck o mangiare la sua carne farebbe allontanare quel temuto predatore che è la tigre. Sempre in Thailandia, il gatto di Temminck è considerato molto feroce, e per questo è ritenuto il padrone degli altri felini.

### Commercio di pelli
Protetto dall'appendice I della CITES, il gatto di Temminck non dovrebbe temere l'uomo. Tuttavia, le sue pelli continuano a essere regolarmente presentate sui mercati. In Cina, nella provincia del Jiangxi, 234 pelli vennero acquistate tra il 1980 e il 1981; nel 1986, in un mercato di pelli del Gansu vennero contate 17 pelli. Le autorità cinesi dichiarano la confisca di 30-100 pelli di gatto di Temminck ogni anno. Nel 1998, il rapporto di TRAFFIC documentò la vendita di undici pelli di gatto di Temminck nel mercato di Tachileik in Myanmar.

### Filatelia
Vari francobolli raffiguranti il gatto di Temminck sono stati stampati dai seguenti paesi nel contesto di serie sugli animali in pericoli o sui felini selvatici: Madagascar, Malaysia, Bhutan, Thailandia e Benin.

### Progetti di ricerca
Come la maggior parte dei piccoli felini, il gatto di Temminck è oggetto di ricerche «a grappolo», vale a dire ricerche nel quale vengono studiate assieme più specie. Guidato da Lon Grassman tra il febbraio 1999 e il marzo 2003, uno studio su quattro specie di felini in Thailandia è stato condotto nel santuario faunistico di Phu Khieo. Lo scopo dello studio era quello di conoscere gli spostamenti di questi piccoli felini, le dimensioni e le sovrapposizioni dei loro territori, e le loro prede. In secondo luogo, lo studio effettuato sui campioni prelevati dagli animali catturati ha permesso inoltre l'identificazione dei loro ectoparassiti. Le ricerche si basavano sull'installazione di radiocollari, sull'utilizzo di trappole fotografiche e sull'analisi dei materiali fecali. Due gatti di Temminck, un maschio e una femmina, furono catturati ed equipaggiati con radiocollari dal febbraio 1999 al novembre 2000, permettendo di risolvere importanti quesiti sul comportamento di questi felini.